# Yelets
Yeléts (del ruso: Елец) es una ciudad del óblast de Lípetsk, en Rusia, centro administrativo del rayón de Yeléts. Está situada a 73 km (87 por la carretera) al nordeste de Lípetsk, y a 350 km al sur de Moscú. La ciudad está regada por el río Sosná, un afluente del curso alto del río Don. Su población alcanzaba los 111.213 habitantes en 2009.

## Historia
En el emplazamiento de la ciudad se construyó en 1146 una ciudadela. Fue destruida dos veces por los mongoles en 1395 y 1414 y reconstruida en ambas ocasiones. En el siglo XVII se convierte en un importante centro comercial y de negocios en el corazón de una rica región agrícola de tierra negra.
A día de hoy la ciudad es un centro de comunicaciones que goza de un sector industrial diversificado.

## Demografía
| 1897    | 1926    | 1939    | 1959    | 1970    |
| ------- | ------- | ------- | ------- | ------- |
| 37 500  | 43 000  | 50 900  | 78 000  | 101 000 |
| 1979    | 1989    | 1998    | 2002    | 2008    |
| 111 700 | 120 300 | 121 000 | 116 726 | 112 188 |

## Clima
| Parámetros climáticos promedio de Yeléts (1991-2020) | Parámetros climáticos promedio de Yeléts (1991-2020) | Parámetros climáticos promedio de Yeléts (1991-2020) | Parámetros climáticos promedio de Yeléts (1991-2020) | Parámetros climáticos promedio de Yeléts (1991-2020) | Parámetros climáticos promedio de Yeléts (1991-2020) | Parámetros climáticos promedio de Yeléts (1991-2020) | Parámetros climáticos promedio de Yeléts (1991-2020) | Parámetros climáticos promedio de Yeléts (1991-2020) | Parámetros climáticos promedio de Yeléts (1991-2020) | Parámetros climáticos promedio de Yeléts (1991-2020) | Parámetros climáticos promedio de Yeléts (1991-2020) | Parámetros climáticos promedio de Yeléts (1991-2020) | Parámetros climáticos promedio de Yeléts (1991-2020) |
| Mes                                                  | Ene.                                                 | Feb.                                                 | Mar.                                                 | Abr.                                                 | May.                                                 | Jun.                                                 | Jul.                                                 | Ago.                                                 | Sep.                                                 | Oct.                                                 | Nov.                                                 | Dic.                                                 | Anual                                                |
| ---------------------------------------------------- | ---------------------------------------------------- | ---------------------------------------------------- | ---------------------------------------------------- | ---------------------------------------------------- | ---------------------------------------------------- | ---------------------------------------------------- | ---------------------------------------------------- | ---------------------------------------------------- | ---------------------------------------------------- | ---------------------------------------------------- | ---------------------------------------------------- | ---------------------------------------------------- | ---------------------------------------------------- |
| Temp. máx. abs. (°C)                                 | 7.0                                                  | 9.3                                                  | 19.9                                                 | 29.0                                                 | 36.1                                                 | 37.8                                                 | 38.7                                                 | 41.1                                                 | 34.8                                                 | 25.0                                                 | 18.0                                                 | 11.2                                                 | 41.1                                                 |
| Temp. máx. media (°C)                                | -3.8                                                 | -3.1                                                 | 2.9                                                  | 13.8                                                 | 21.4                                                 | 24.6                                                 | 26.7                                                 | 25.8                                                 | 19.2                                                 | 10.9                                                 | 2.4                                                  | -2.3                                                 | 11.5                                                 |
| Temp. media (°C)                                     | -6.6                                                 | -6.4                                                 | -1.2                                                 | 7.8                                                  | 14.9                                                 | 18.4                                                 | 20.5                                                 | 19.0                                                 | 13.2                                                 | 6.7                                                  | -0.3                                                 | -4.8                                                 | 6.8                                                  |
| Temp. mín. media (°C)                                | -9.2                                                 | -9.3                                                 | -4.4                                                 | 2.9                                                  | 9.0                                                  | 12.8                                                 | 14.8                                                 | 13.2                                                 | 8.5                                                  | 3.4                                                  | -2.5                                                 | -7.3                                                 | 2.7                                                  |
| Temp. mín. abs. (°C)                                 | -36.6                                                | -37.8                                                | -32.2                                                | -16.1                                                | -3.8                                                 | 0.0                                                  | 2.3                                                  | 1.8                                                  | -6.1                                                 | -12.8                                                | -25.9                                                | -35.0                                                | -37.8                                                |
| Precipitación total (mm)                             | 43                                                   | 38                                                   | 32                                                   | 36                                                   | 47                                                   | 62                                                   | 68                                                   | 55                                                   | 45                                                   | 53                                                   | 38                                                   | 39                                                   | 556                                                  |
| Nevadas (cm)                                         | 16                                                   | 24                                                   | 18                                                   | 1                                                    | 0                                                    | 0                                                    | 0                                                    | 0                                                    | 0                                                    | 0                                                    | 2                                                    | 9                                                    | 70                                                   |
| Días de lluvias (≥ 1 mm)                             | 7                                                    | 6                                                    | 7                                                    | 13                                                   | 14                                                   | 16                                                   | 15                                                   | 11                                                   | 13                                                   | 14                                                   | 12                                                   | 8                                                    | 136                                                  |
| Días de nevadas (≥ 1 mm)                             | 24                                                   | 21                                                   | 14                                                   | 4                                                    | 1                                                    | 0                                                    | 0                                                    | 0                                                    | 0.2                                                  | 3                                                    | 13                                                   | 22                                                   | 102.2                                                |
| Humedad relativa (%)                                 | 84                                                   | 82                                                   | 79                                                   | 68                                                   | 61                                                   | 68                                                   | 70                                                   | 69                                                   | 75                                                   | 81                                                   | 86                                                   | 85                                                   | 75.7                                                 |
| Fuente: Погода и климат                              |                                                      |                                                      |                                                      |                                                      |                                                      |                                                      |                                                      |                                                      |                                                      |                                                      |                                                      |                                                      |                                                      |

## Economía y transporte
Es el centro del tráfico de intercambio del rayón homónimo. Está conectada a la autopista rusa M4 de Moscú a Novorosíisk. Económicamente el procesado de productos alimenticios y la agricultura domina en la economía, existiendo también fábricas de cuero.

## Personalidades
- Tijon Jrénnikov (1913-2007), compositor.
- Dmitri Yegórоv (1878-1931), historiador.
- Nikolái Moskalev (1897-1968), artista, artista gráfico, pintor, cartelista y medallista soviético.
- Serguéi Glinkin (1921-2003), as de la aviación soviético

## Galería

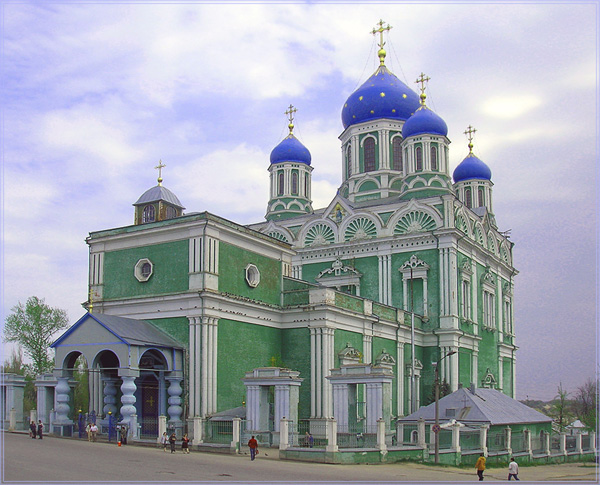
Catedral de la Ascensión, 1845-89, de Konstantín Ton
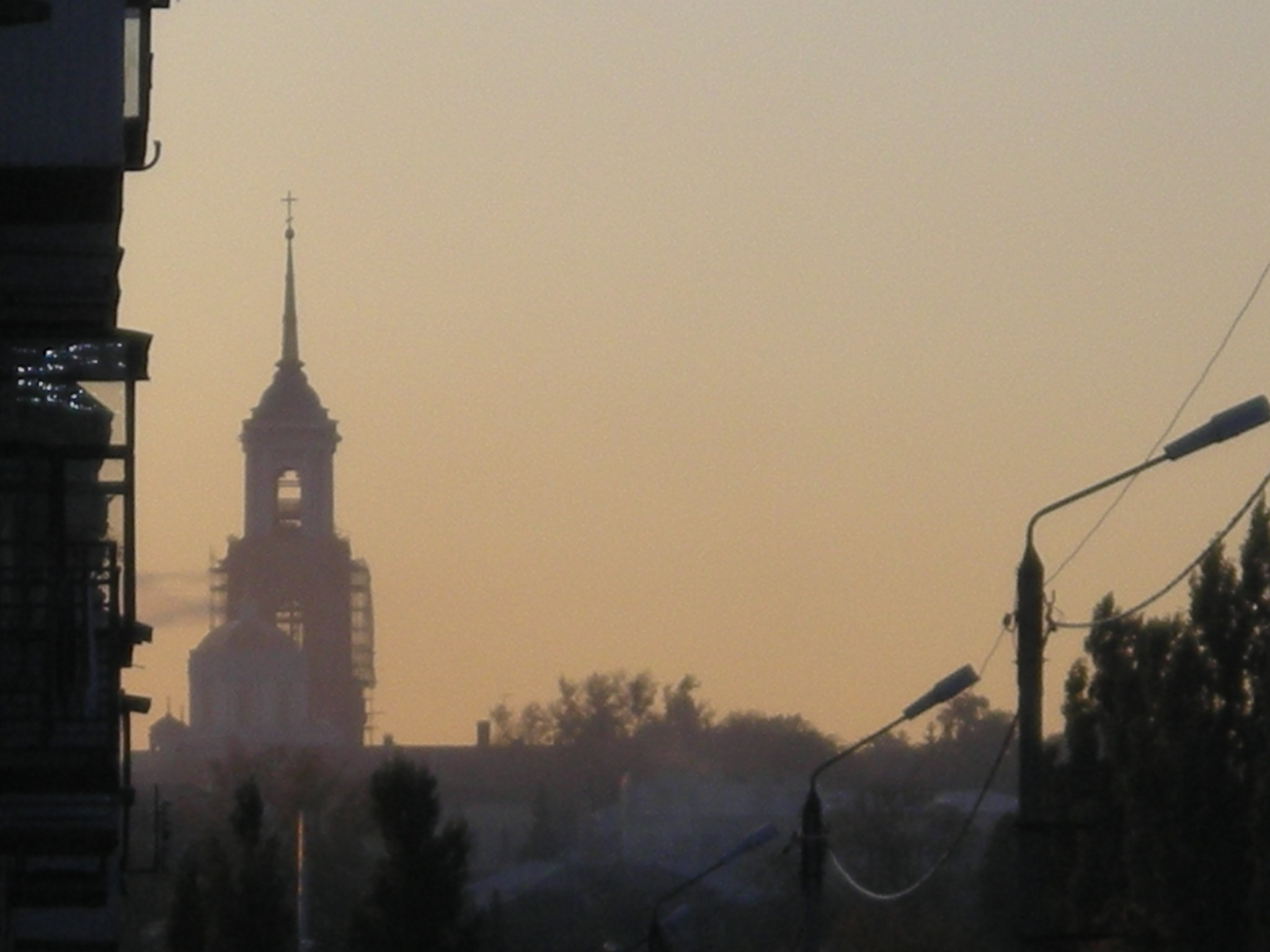
Atardecer con la catedral de la Ascensión al fondo
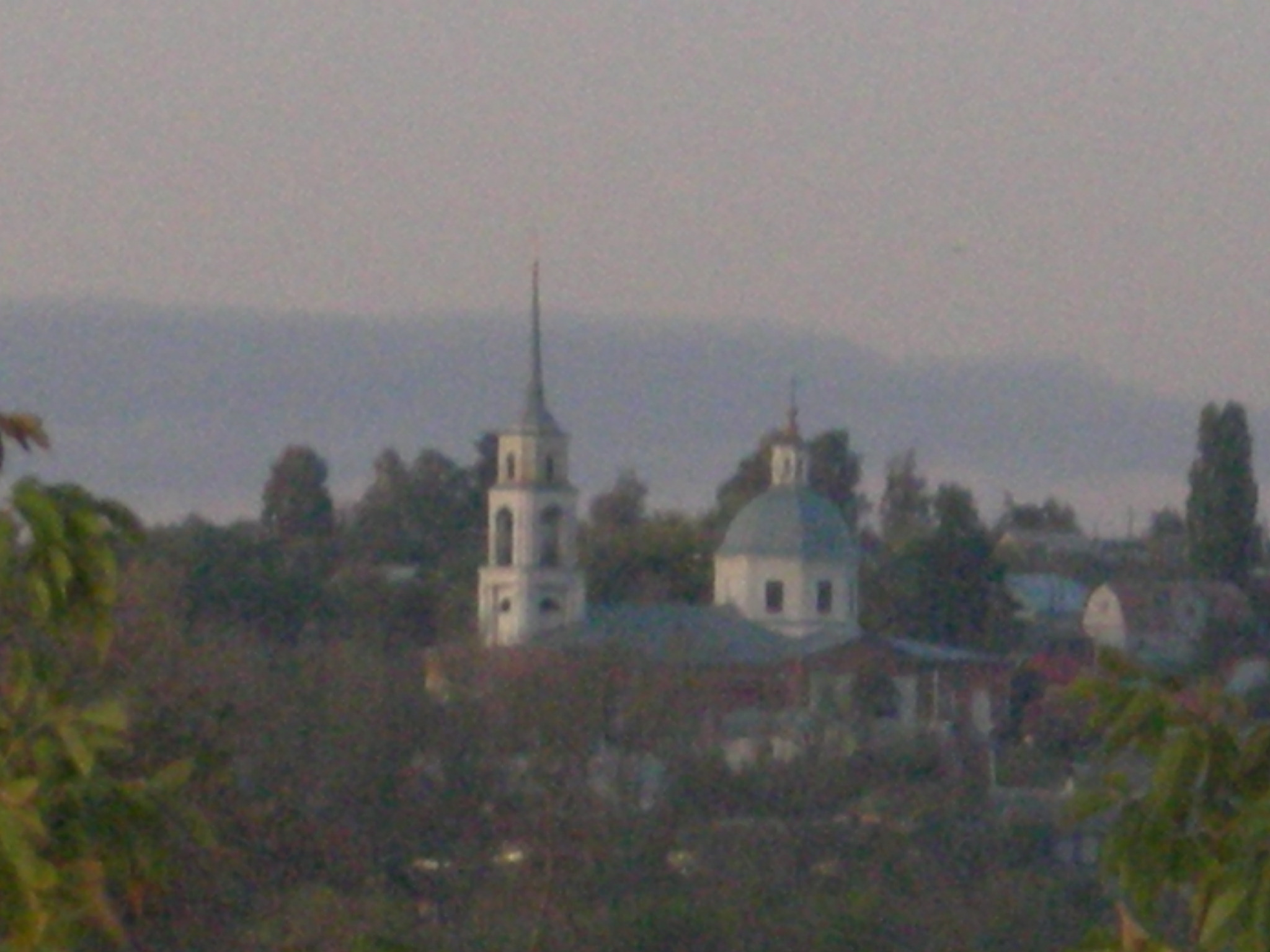
La iglesia Rozhdestsvá de la Madre de Dios
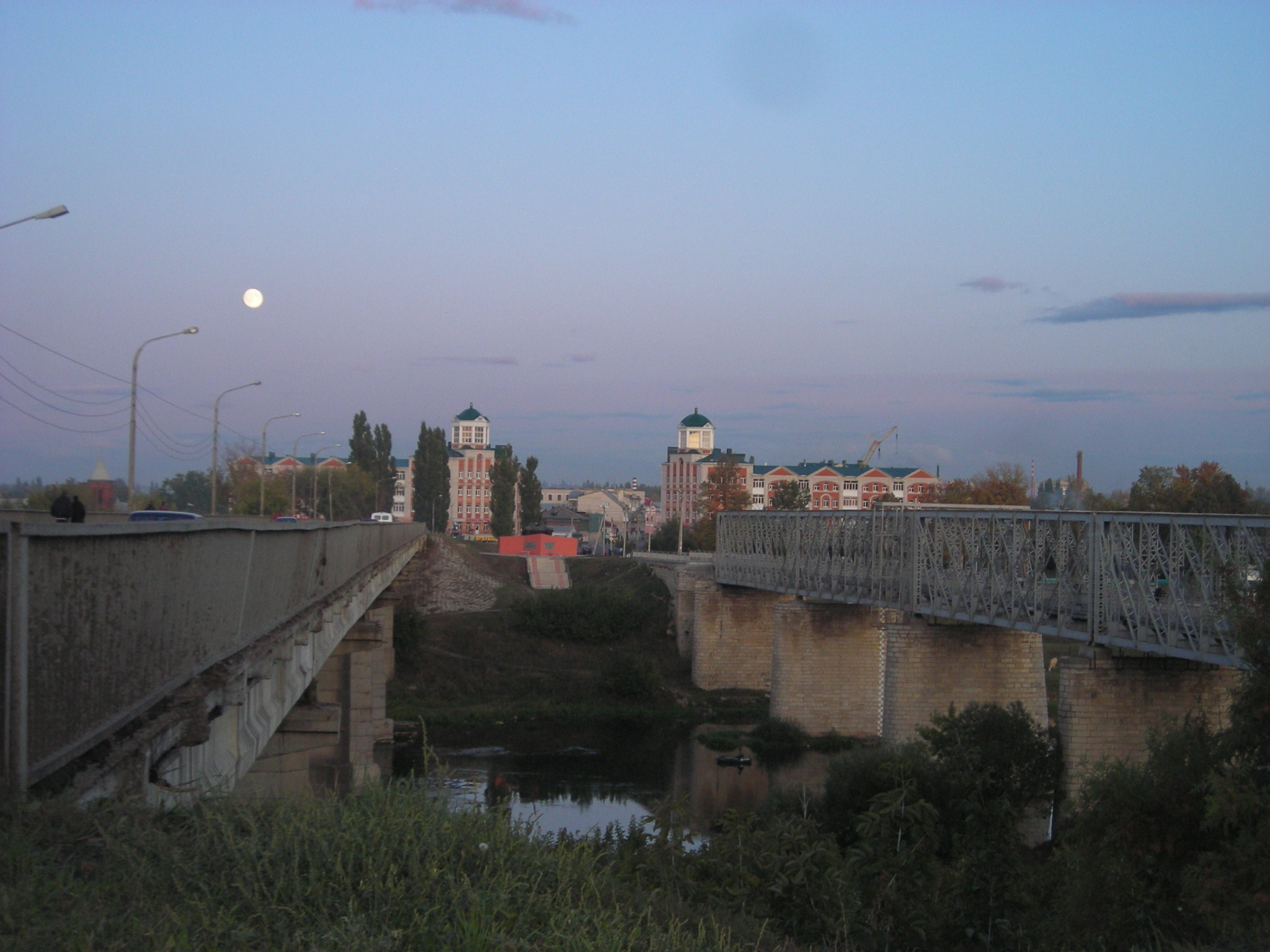
Dos puentes de la ciudad
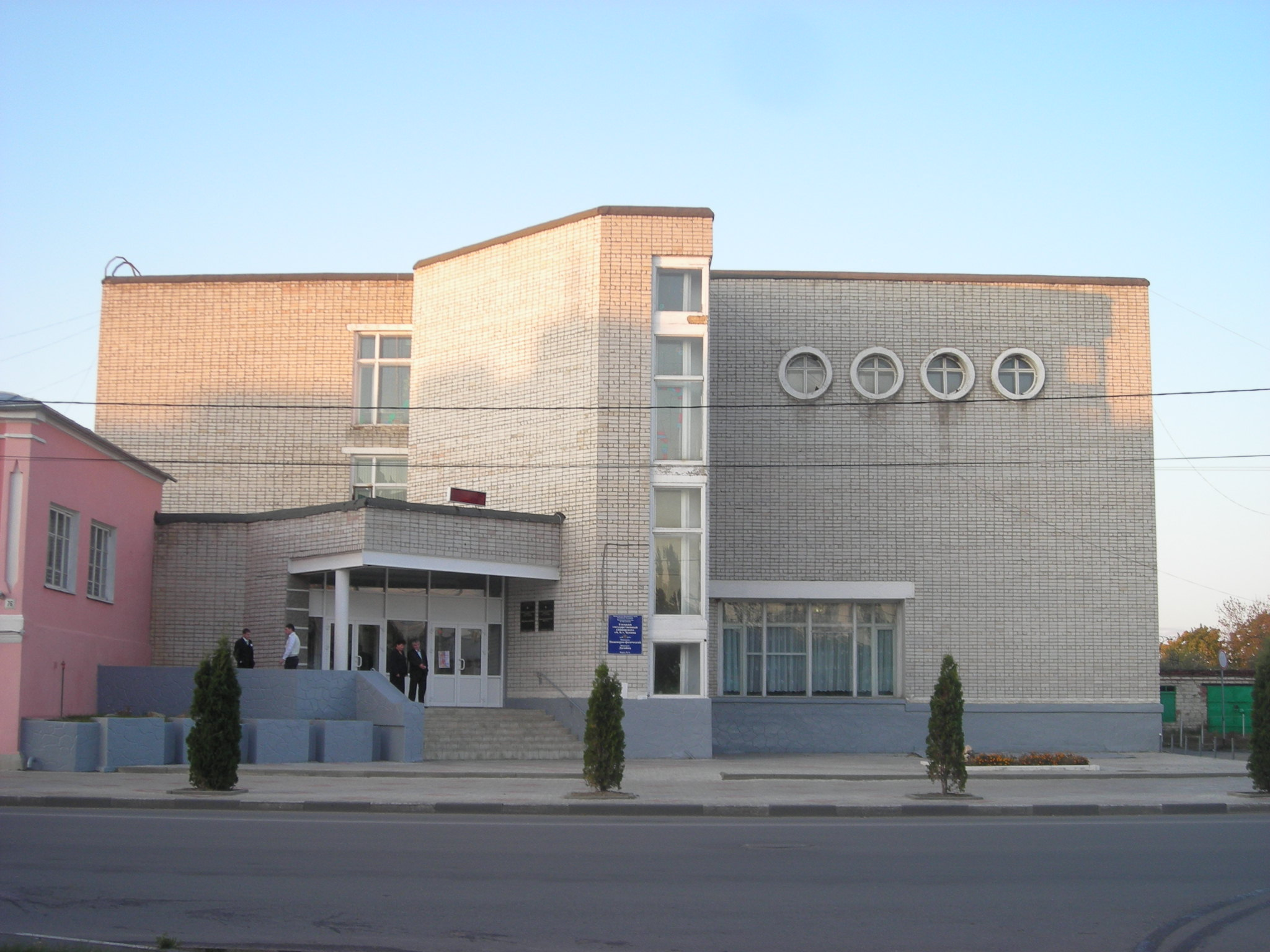
La filial del instituto EGU de Iván Bunin
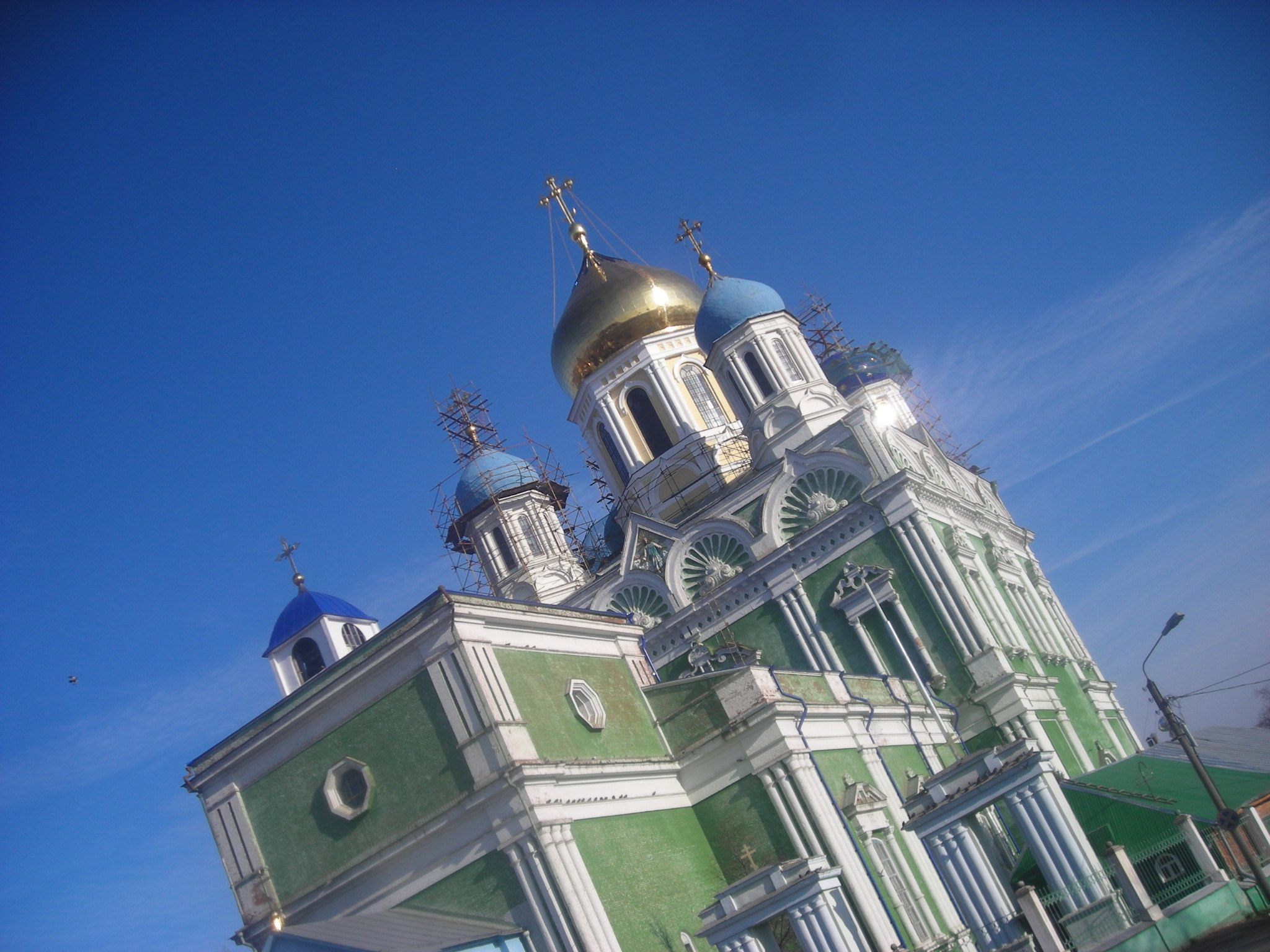
Catedral Voznezenski
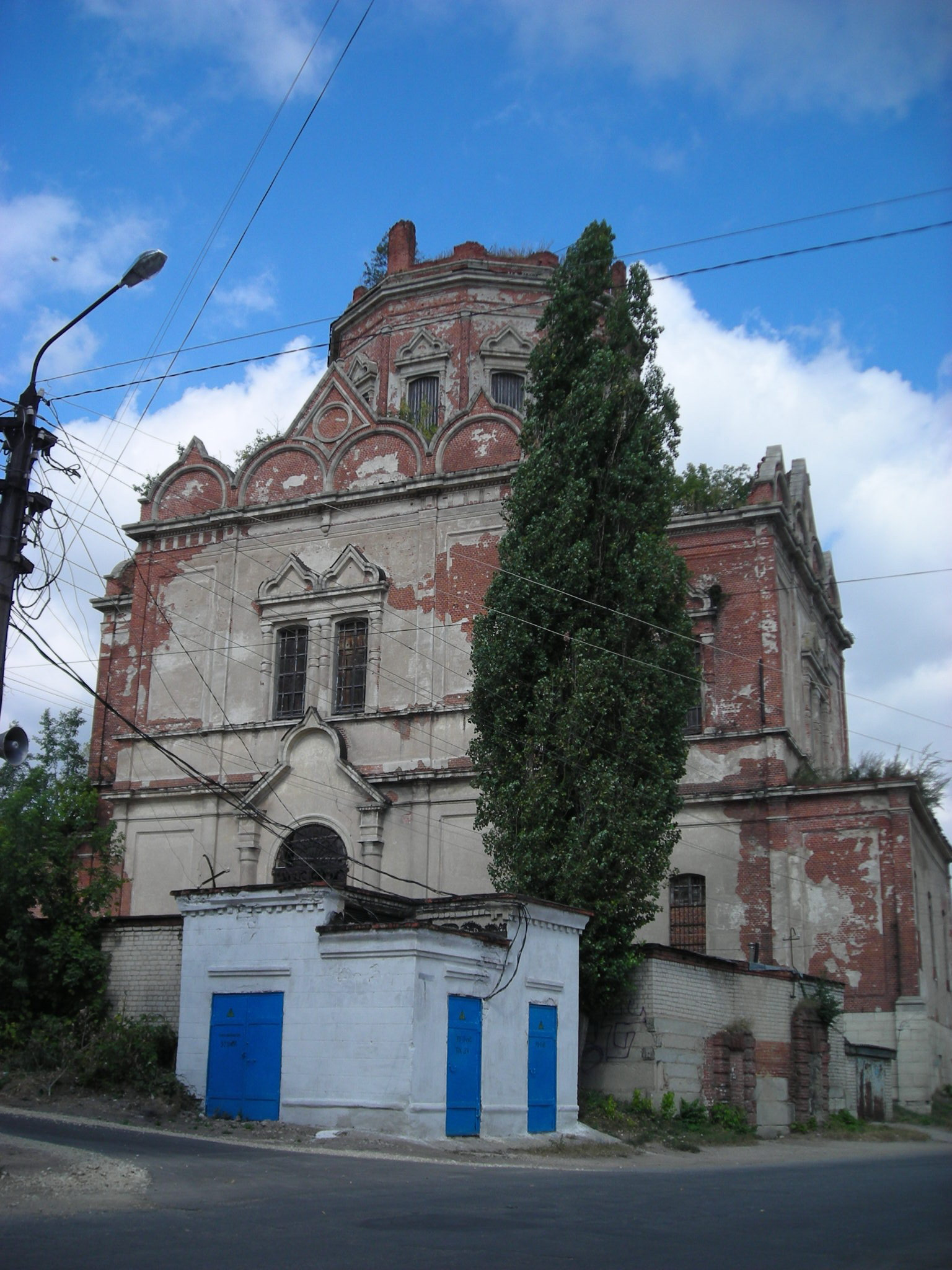
Iglesia Pokrovsky en Chórnaya Slobodá
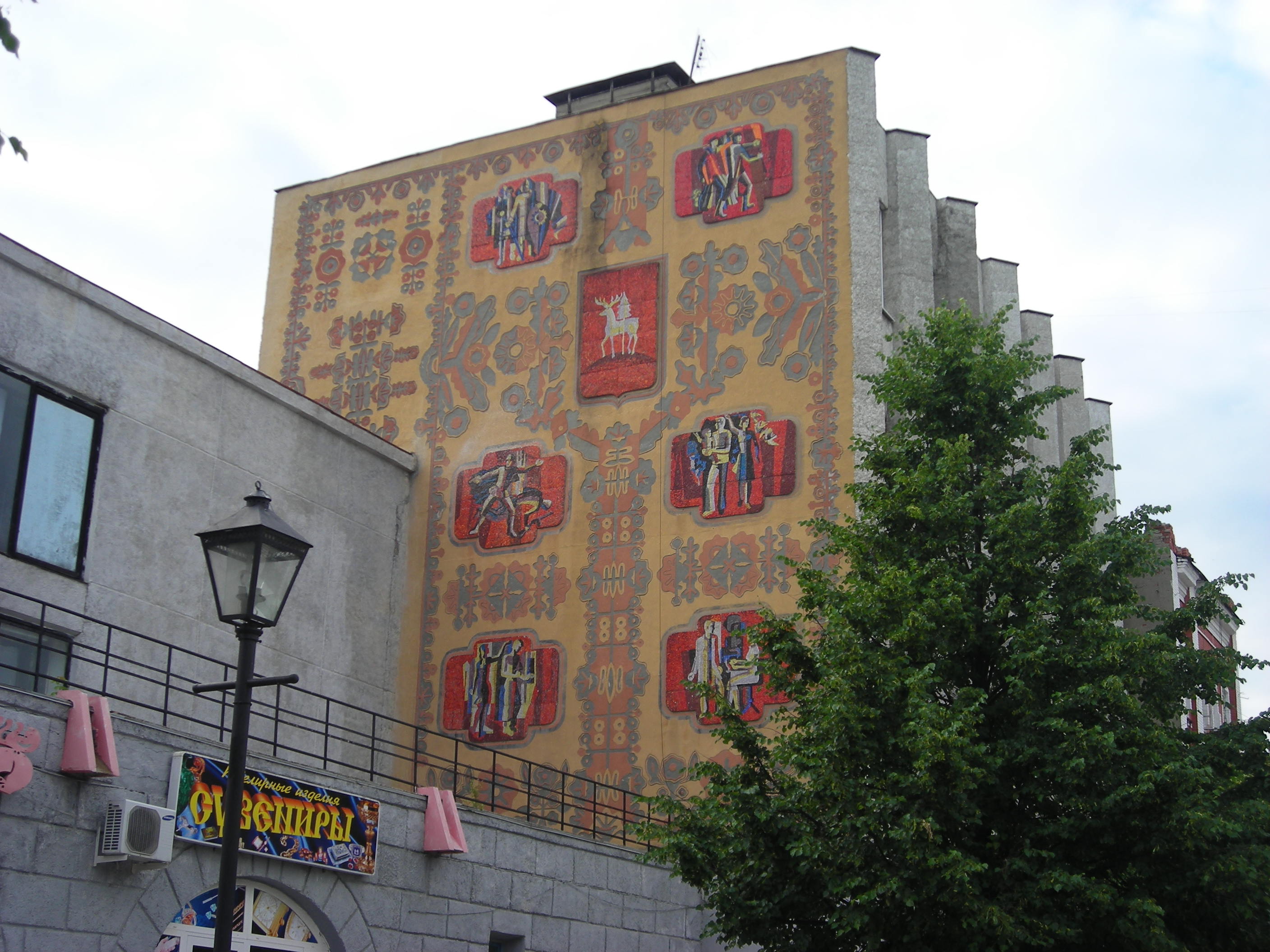
Casa Torgovi